# 杨达 (1908年)
杨达（1908年—1993年），字幸之，号至刚，男，湖北洪湖人，中国军事人物、政治人物，曾任湖北省中将保安副司令，暂编第九军中将军长，山东省政协副主席。